# إيفان هيو
إيفان هيو (بالإنجليزية: Ivan Vaughan)‏ هو كاتب سير ذاتية وعازف قيثارة بريطاني، ولد في 18 يونيو 1942، وتوفي في 16 أغسطس 1993.

## وصلات خارجية
- إيفان هيو على موقع ميوزك برينز (الإنجليزية)